# Europese kampioenschappen shinkyokushin karate 2012
De Europese kampioenschappen shinkyokushin karate 2012 waren door de World Karate Organization (WKO) georganiseerde kampioenschappen voor kyokushinkai karateka's. De 13e editie van de Europese kampioenschappen vond plaats in de Arenahal in het Belgische Antwerpen op 1 en 2 juni 2012.

## Resultaten
| Gewichtsklasse | Goud               | Zilver            | Brons                              |
| Heren          | Heren              | Heren             | Heren                              |
| -------------- | ------------------ | ----------------- | ---------------------------------- |
| -70kg          | Gabor Rozsa        | Mateusz Garbacz   | Andrei Zinchenko Mikheil Tsiklauri |
| -80kg          | Orest Proc         | Jimmie Collin     | Marius Ilas Artem Bilotskyi        |
| -90kg          | Valeri Dimitrov    | Edgar Secinskij   | Maciej Mazur Marek Wolny           |
| +90kg          | Lukas Kubilius     | Brian Jakobsen    | Lukasz Lemieszko Frederik Olsson   |
| Dames          |                    |                   |                                    |
| -55kg          | Diana Maciute      | Ruta Brazdzionyte | Nuria Garrido Isis Pinilla         |
| -65kg          | Inga Mikstaite     | Lidia Kormondi    | Helga Toth Yanitsa Stefanova       |
| +65kg          | Margarita Ciuplyte | Csenge Szepesi    | Edit Abraham Diana Balsyte         |